# Курамото, Ёсики
Ёсики Курамото (яп. 蔵本 由紀 Kuramoto Yoshiki; 1940) — японский физик, специалист в области нелинейной динамики. Он сформулировал модель Курамото. Заместитель директора международного института перспективных исследований. Почетный Профессор, Доктор наук (Университет Киото, 1970). Курамото разработал метод фазового приближения, который допускает универсальное описание слабо связанных осцилляторов.
Производительность рассматривается как вибрация в поле в фазе нестабильности, которая описана в уравнении Курамото. Это пространственно-временной хаос в первом примере. Другие системы реакции-диффузии со сложным энергетическим обменом Ландау уравнение получения соединения датчика системы является опровержением результатов исследований.

## Биография
- С 1964 года — закончил Киотский университет факультет естественных наук, Кафедра физики
- С 1969 года — Университет Кюсю, помощник
- С 1976 — Киотский университет, факультет естественных наук, доцент
- С 1981 года — Институт теоретической физики, профессор
- С 1985 года — Киотский университет, факультет естественных наук, профессор
- С 1995 года — профессор в аспирантуре науки университета Киото
- В 2004 году — Почетный профессор Киотского университета
- В 2004 — профессор университета Хоккайдо
- В 2005 году — получил премию Асахи
- В 2008 году — Приглашенный профессор Киотского университета научно-исследовательского института математических наук
- В 2013 году — Заместитель директора международного института повышения квалификации

## Основная работа
- Chemical Oscillations, Waves, and Turbulence Springer-Verlag, 1984(2003年にDover publicationsより再版)
- 『岩波講座 物理の世界 統計力学 1 ミクロとマクロをつなぐ—熱・統計力学の考え方』(岩波書店、2002)
- 『新しい自然学—非線形科学の可能性』(岩波書店、2003) ちくま学芸文庫、2016
- 『非線形科学』(集英社新書、2007)
- 『非線形科学同期する世界』集英社新書 2014

### Соавтор
- 『パターン形成』山田道夫,篠本滋,川崎恭治,甲斐昌一共著 朝倉書店 1991
- 『岩波講座現代の物理学 第15巻 散逸構造とカオス』森肇共著 岩波書店 1994
- Dissipative Structures and Chaos 森肇共著; translated by Glenn C. Paquette. Springer c1998.
- 『リズム現象の世界』編 東京大学出版会 非線形・非平衡現象の数理 2005
- 『同期現象の数理 位相記述によるアプローチ』河村洋史共著 培風館 非線形科学シリーズ 2010